# Col des Roches
Der Col des Roches ist ein Engpass zwischen dem Schweizer Kanton Neuenburg und Frankreich. Er befindet sich zwischen den Orten Le Locle und Morteau.

## Geographie
Das Tal von Le Locle ist westlich durch einen 100 m hohen felsigen Bergrücken abgeschlossen. Seit 1805 überwindet die Strasse dieses Hindernis mit einem Tunnel ohne Steigung auf Schweizer Seite. Die Strassenhöhe ist 919 m. Die Grenze liegt 80 m westlich vom Strassentunnel, nach der Abzweigung zum  Dorf Les Brenets. Die Eisenbahnlinie La Chaux-de-Fonds–Besançon durchquert den Berg in einem etwas südlicher gelegenen 427 m langen Tunnel. In ihm wird auch die Grenze zwischen Frankreich und der Schweiz passiert.
Der Bach Le Bied durchfliesst dieses Hindernis in Karsthöhlen, bevor er auf der anderen Seite als Rançonnière (ein Zufluss des Doubs) wieder zu Tage tritt. In den Höhlen wurden vom 16. bis zum 19. Jahrhundert die Höhlenmühlen von Le Locle betrieben, die heutzutage besichtigt werden können. Seit 1890 wird hier das Wasserkraftwerk La Rançonnière mit einem Gefälle von 80 m betrieben.